# La Almolda
La Almolda è un comune spagnolo di 673 abitanti situato nella comunità autonoma dell'Aragona.